# Шкіряк Зорян Несторович
Зорян Несторович Шкіряк (нар. 14 листопада 1970, Ужгород) — український політичний та громадський діяч. Лідер ГО «Новий Київ», екс-депутат Київради. 3 2014 р. по 2021 р. — радник Міністра внутрішніх справ України.

## Освіта
- Комерційний коледж м. Києва, юрист.
- Школа бізнесу м. Грац в Австрії, менеджмент страхового бізнесу.
- Європейський університет, економіст.
- Київський інститут політичних наук при Інституті політичних і етнонаціональних досліджень ім. Кураса НАН України, магістр політології, магістр державного управління.

## Трудова діяльність
- 1988 — санітар ЦРЛ у м. Любомлі на Волині.
- 1988–1990 — служба у армії колишнього СРСР (в/ч 11038, війська ППО ЗС СРСР, бойове чергування на стратегічних об'єктах державного значення).
- 1991–1993 — менеджер «Українського мовно-інформаційного центру».
- 1993–1994 — менеджер МП «Сілекс».
- 1994–2000 — заступник генерального директора з маркетингу компанії «АТМ».
- 2000–2003 — заступник генерального директора ТОВ «Тірас».
- 2003–2005 — генеральний директор ТОВ «Светлозор».
- 2005–2006 — керівник виконкому Шевченківської районної у місті Києві організації політичної партії «Наша Україна».
- 2006–2010 — виконавчий директор ТОВ «Тіллі-2002».
- З 2009 — президент аналітичного центру «Новий Київ».
- 3 2014–2021 — радник Міністра внутрішніх справ України[1].

## Політична діяльність

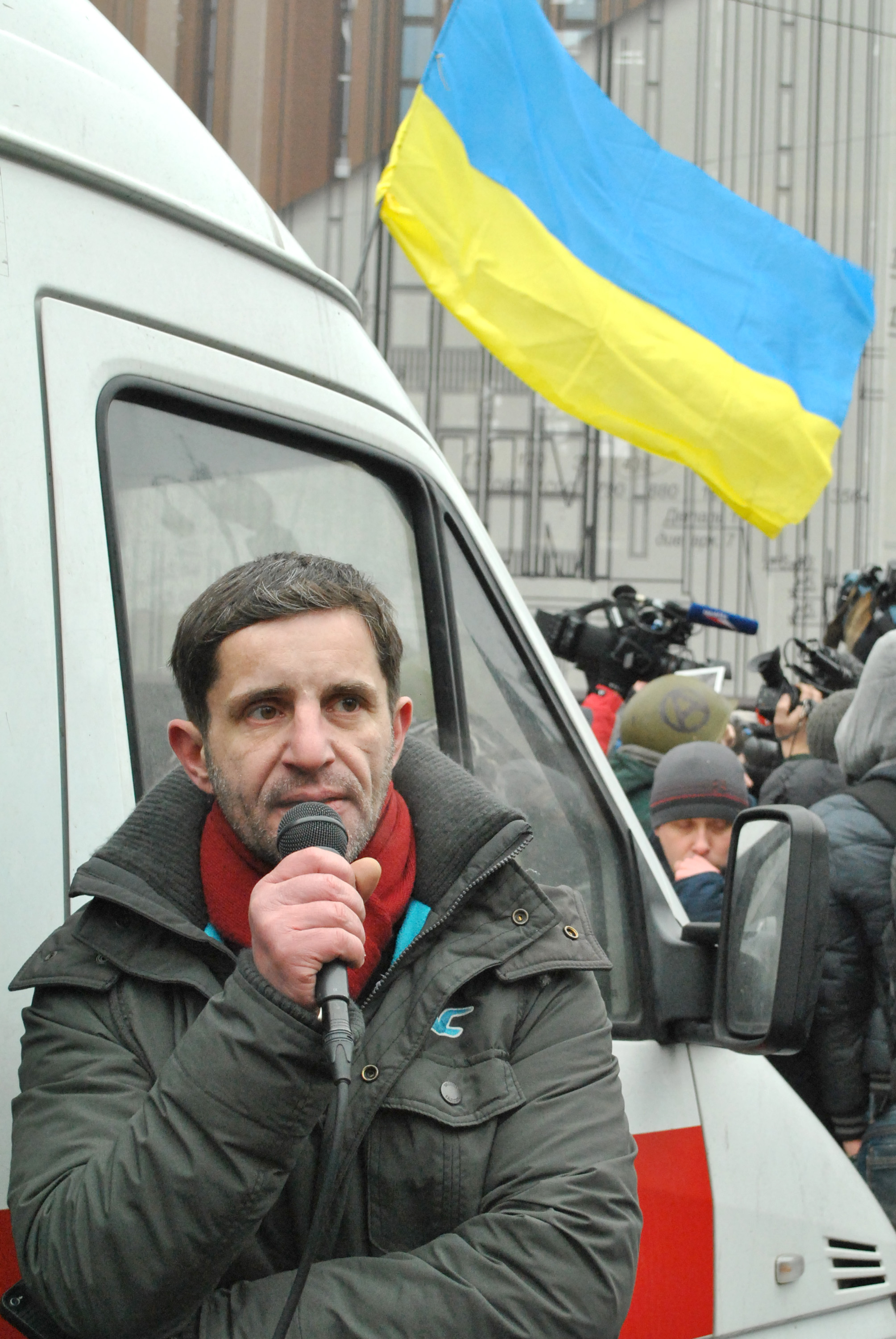
Під час Євромайдану в Києві на Хрещатику

2002–2006 — депутат Шевченківської районної у місті Києві ради. Керівник депутатської фракції «Наша Україна». Заступник Андрія Семидідько — голови постійної комісії з питань молодіжної політики, гуманітарних питань та духовного відродження.
З 2005 року — член партії Народний Союз «Наша Україна». Член Ради Київської міської організації партії «Наша Україна».
2006–2008 — депутат Київської міської ради V скликання, член фракції «Наша Україна».
1 липня 2009 року заявив про вихід з партії «Наша Україна».
2009 рік — засновник і лідер Громадянського об'єднання «Новий Київ».
2013–2014 роки — активний учасник Євромайдану, член ради ВО «Майдан».
2014–2021 — радник Міністра внутрішніх справ України.

## Вибори Президента України 2014

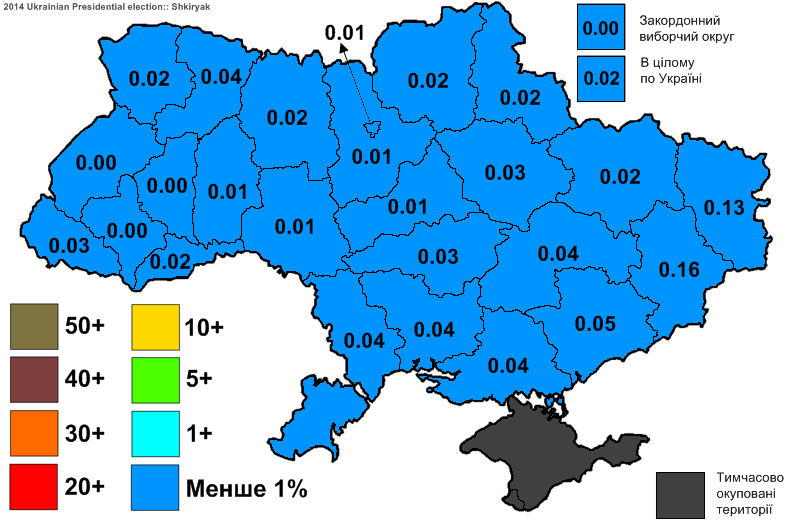
Підтримка Шкіряка на виборах Президента України 2014.

Балотувався на посаду Президента України. 10 травня 2014 року запізніло заявив про зняття своєї кандидатури.

## Особисте життя
З 1973 року — мешкає в м. Києві. Володіє декількома іноземними мовами. Захоплюється історичною літературою, психологією, філософією, класичною музикою (закінчив музичну школу № 30 у м. Києві, по класу фортепіано та гітари), спортом (дзюдо, фітнес, плавання). Виховує двох доньок — Зореславу-Марію та Христину-Софію.

## Цікаві факти
20 вересня 2016 року, під час пожежних навчань з нагоди Дня рятувальника колишній глава Державної служби з надзвичайних ситуацій Зорян Шкіряк кинув непогашений недопалок у суху траву на узліссі, створивши пожежонебезпечну ситуацію.
10 лютого 2017 року, російський телеканал визначив відповідальними за знищення бойовика «Гіві» (Михайло Толстих) двох представників України, а саме — Зоряна і Шкіряка.